# مردی که برگشت (فیلم ۱۹۲۴)
مردی که برگشت (به انگلیسی: The Man Who Came Back) یک فیلم درام صامت آمریکایی به کارگردانی امت جی فلین با بازی جورج اوبراین و دوروتی مکیل محصول سال ۱۹۲۴ که توسط کمپانی فاکس فیلم تولید و منتشر شده‌است.
کمپانی فاکس در سال ۱۹۳۱ دوباره داستان این فیلم را به عنوان یک فیلم ناطق اولیه، مردی که برگشت، روی پرده آورد.

## بازیگران
- جورج اوبرایان - هنری پاتر
- دوروتی مک‌کیل - مارسل
- سیریل چادویک - کاپیتان ترولان
- رالف لویس - توماس پاتر
- امیلی فیتزروی - عمه ایزابل
- هاروی کلارک  - چارلز ریسلینگ
- ادوارد پیل سینیور - سام شو سین
- دیوید کربی - گیبسون
- جیمز گوردون - کاپیتان گالون
- والتر ویلکینسون - هنری پاتر (۴ سال)
- وینستون میلر - هنری پاتر (۱۲ ساله)[۴][۵]